# Wahlkreis Lichtenberg 1
Der Wahlkreis Lichtenberg 1 ist ein Abgeordnetenhauswahlkreis in Berlin. Er gehört zum Wahlkreisverband Lichtenberg und umfasst die Gebiete Wartenberg, Falkenberg und Neu-Hohenschönhausen zwischen Hechtgraben und Rüdickenstraße.

## Abgeordnetenhauswahl 2023
Bei der Wahl zum Abgeordnetenhaus von Berlin 2023 traten folgende Kandidaten an:
| Name                              | Partei           | Anteil der Erststimmen | Anteil der Zweitstimmen |
| --------------------------------- | ---------------- | ---------------------- | ----------------------- |
| Danny Freymark                    | CDU              | 40,8 %                 | 34,7 %                  |
| Karsten Woldeit                   | AfD              | 20,0 %                 | 20,9 %                  |
| Ines Schmidt                      | Die Linke        | 15,4 %                 | 14,4 %                  |
| Mirko Willbrandt                  | SPD              | 12,4 %                 | 14,0 %                  |
| Marie Hartwich                    | Tierschutzpartei | 04,3 %                 | 03,3 %                  |
| Jan Fährmann                      | Grüne            | 03,8 %                 | 04,0 %                  |
| Marcel Otto                       | FDP              | 01,9 %                 | 02,1 %                  |
| Lars-Uwe Kreutz                   | dieBasis         | 01,0 %                 | 00,5 %                  |
| Kay Nerstheimer                   | NPD              | 00,4 %                 | 00,3 %                  |
| –                                 | Die PARTEI       | –                      | 01,0 %                  |
| –                                 | Freie Wähler     | 0–                     | 0–                      |
| –                                 | Sonstige         | –                      | 04,8 %                  |
| Wahlberechtigte: 33.609 Einwohner |                  |                        |                         |
| Wahlbeteiligung: 55,3 %           |                  |                        |                         |

## Abgeordnetenhauswahl 2021
Bei der Wahl zum Abgeordnetenhaus von Berlin 2021 traten folgende Kandidaten an:
| Name                              | Partei           | Anteil der Erststimmen | Anteil der Zweitstimmen |
| --------------------------------- | ---------------- | ---------------------- | ----------------------- |
| Danny Freymark                    | CDU              | 25,5 %                 | 19,8 %                  |
| Ines Schmidt                      | Die Linke        | 18,8 %                 | 17,4 %                  |
| Mirko Willbrandt                  | SPD              | 18,8 %                 | 20,6 %                  |
| Karsten Woldeit                   | AfD              | 17,7 %                 | 18,1 %                  |
| Jan Fährmann                      | Grüne            | 05,3 %                 | 05,1 %                  |
| Marie Hartwich                    | Tierschutzpartei | 05,1 %                 | 03,2 %                  |
| Marcel Otto                       | FDP              | 04,4 %                 | 04,7 %                  |
| Jörg Bier                         | Freie Wähler     | 02,6 %                 | 01,3 %                  |
| Lars-Uwe Kreutz                   | dieBasis         | 01,4 %                 | 01,0 %                  |
| Kay Nerstheimer                   | NPD              | 00,5 %                 | 00,5 %                  |
| –                                 | Die PARTEI       | –                      | 01,6 %                  |
| –                                 | Die Grauen       | –                      | 01,3 %                  |
| –                                 | Sonstige         | –                      | 05,4 %                  |
| Wahlberechtigte: 33.796 Einwohner |                  |                        |                         |
| Wahlbeteiligung: 66,7 %           |                  |                        |                         |

## Abgeordnetenhauswahl 2016
Bei der Wahl zum Abgeordnetenhaus von Berlin 2016 traten folgende Kandidaten an:
| Name                              | Partei               | Anteil der Erststimmen | Anteil der Zweitstimmen |
| --------------------------------- | -------------------- | ---------------------- | ----------------------- |
| Kay Nerstheimer                   | AfD                  | 26,0 %                 | 26,1 %                  |
| Ines Schmidt                      | Die Linke            | 25,0 %                 | 24,4 %                  |
| Danny Freymark                    | CDU                  | 21,0 %                 | 15,3 %                  |
| Karin Halsch                      | SPD                  | 16,3 %                 | 16,1 %                  |
| Daniela Ehlers                    | Grüne                | 03,6 %                 | 03,3 %                  |
| Philipp Magalski                  | Piraten              | 02,2 %                 | 01,5 %                  |
| Moritz Elischer                   | ProD                 | 02,2 %                 | 01,8 %                  |
| Johannes Zabel                    | FDP                  | 02,0 %                 | 02,0 %                  |
| Danny Matschke                    | NPD                  | 01,7 %                 | 01,9 %                  |
| –                                 | Tierschutzpartei     | 0–                     | 02,5 %                  |
| –                                 | Graue Panther        | 0–                     | 01,7 %                  |
| –                                 | Die PARTEI           | 0–                     | 01,2 %                  |
| –                                 | Gesundheitsforschung | 0–                     | 01,1 %                  |
| –                                 | Sonstige             | 0–                     | 01,1 %                  |
| Wahlberechtigte: 30.084 Einwohner |                      |                        |                         |
| Wahlbeteiligung: 55,9 %           |                      |                        |                         |

## Abgeordnetenhauswahl 2011
Bei der Wahl zum Abgeordnetenhaus von Berlin 2011 traten folgende Kandidaten an:
| Name                              | Partei           | Anteil der Erststimmen | Anteil der Zweitstimmen |
| --------------------------------- | ---------------- | ---------------------- | ----------------------- |
| Evrim Sommer                      | Die Linke        | 34,7 %                 | 29,6 %                  |
| Karin Seidel-Kalmutzki            | SPD              | 33,4 %                 | 29,4 %                  |
| Danny Freymark                    | CDU              | 15,2 %                 | 12,7 %                  |
| Bartosz Lotarewicz                | Grüne            | 05,6 %                 | 04,8 %                  |
| ?                                 | FDP              | 01,4 %                 | 00,8 %                  |
| ?                                 | pro Deutschland  | 09,8 %                 | 02,6 %                  |
| –                                 | Piraten          | –                      | 09,5 %                  |
| –                                 | NPD              | –                      | 05,4 %                  |
| –                                 | Tierschutzpartei | –                      | 02,1 %                  |
| –                                 | Die Freiheit     | –                      | 01,3 %                  |
| –                                 | Sonstige         | –                      | 01,8 %                  |
| Wahlberechtigte: 31.006 Einwohner |                  |                        |                         |
| Wahlbeteiligung: 45,0 %           |                  |                        |                         |

## Abgeordnetenhauswahl 2006
Bei der Wahl zum Abgeordnetenhaus von Berlin 2006 traten folgende Kandidaten an:
| Name                              | Partei    | Anteil der Erststimmen |
| --------------------------------- | --------- | ---------------------- |
| Evrim Baba                        | Die Linke | 38,6 %                 |
| Karin Seidel-Kalmutzki            | SPD       | 30,2 %                 |
| Peter Krause                      | CDU       | 11,4 %                 |
| Stefan Raab                       | WASG      | 08,3 %                 |
| Wilfried Unbereit                 | FDP       | 04,8 %                 |
| Hans-Jürgen Thiel                 | Grüne     | 04,0 %                 |
| Detlef Hoffmann                   | AGFG      | 02,9 %                 |
| Wahlberechtigte: 32.190 Einwohner |           |                        |
| Wahlbeteiligung: 42,5 Prozent     |           |                        |

## Abgeordnetenhauswahl 2001
Der Wahlkreisverband Lichtenberg umfasste zur Abgeordnetenhauswahl am 21. Oktober 2001 sieben Wahlkreise. Ein direkter Vergleich ist daher nicht möglich.

## Abgeordnetenhauswahl 1999
Die Bezirke Lichtenberg und Hohenschönhausen hatten vor ihrer Fusion im Jahr 2001 bei der Abgeordnetenhauswahl am 10. Oktober 1999 insgesamt sieben Wahlkreise. Ein direkter Vergleich ist daher nicht möglich.

## Abgeordnetenhauswahl 1995
Die Bezirke Lichtenberg und Hohenschönhausen hatten vor ihrer Fusion im Jahr 2001 bei der Abgeordnetenhauswahl am 22. Oktober 1995 insgesamt sieben Wahlkreise. Ein direkter Vergleich ist daher nicht möglich.

## Bisherige Abgeordnete
Direkt gewählte Abgeordnete des Wahlkreises Lichtenberg 1:
| Jahr | Name            | Partei    | Anteil der Erststimmen |
| ---- | --------------- | --------- | ---------------------- |
| 2023 | Danny Freymark  | CDU       | 40,8 %                 |
| 2021 | Danny Freymark  | CDU       | 25,5 %                 |
| 2016 | Kay Nerstheimer | AfD       | 26,0 %                 |
| 2011 | Evrim Sommer    | Die Linke | 34,7 %                 |
| 2006 | Evrim Baba      | Die Linke | 38,6 %                 |